# Diametri centrali di Mosca
I Diametri centrali di Mosca (in russo: Московские центральные диаметры (МЦД)) sono una serie di linee urbane e suburbane che collegano alcune città della Oblast' di Mosca con la capitale russa, intersecandosi con l'anello centrale di Mosca e varie stazioni della metropolitana. Il servizio, attivato il 21 novembre 2019, è analogo alle reti ferroviarie suburbane di altre città europee, come la London Overground, la Rer parigina, il servizio ferroviario suburbano di Milano e le S-Bahn delle città tedesche.

## Linee
Di seguito vengono riportate le caratteristiche principali delle linee.
| Numero e colore      | Nome della linea           | Inaugurazione    | Lunghezza (km) | Numero di stazioni | Città capolinea             |
| -------------------- | -------------------------- | ---------------- | -------------- | ------------------ | --------------------------- |
| Moskwa Metro Line D1 | Belorussko - Savëlovsky    | 21 novembre 2019 | 52             | 28                 | Odincovo - Lobnja           |
| Moskwa Metro Line D2 | Kursko - Rizhsky           | 21 novembre 2019 | 80             | 38                 | Nachabino - Podol'sk        |
| Moskwa Metro Line D3 | Leningradsko - Kazansky    | 17 agosto 2023   | 85             | 38                 | Zelenograd - Ramenskoe      |
| Moskwa Metro Line D4 | Kaluzhsko - Nizhegorodosky | 9 settembre 2023 | 86             | 36                 | Aprelevka - Železnodorožnyj |

## Orari e titoli di viaggio

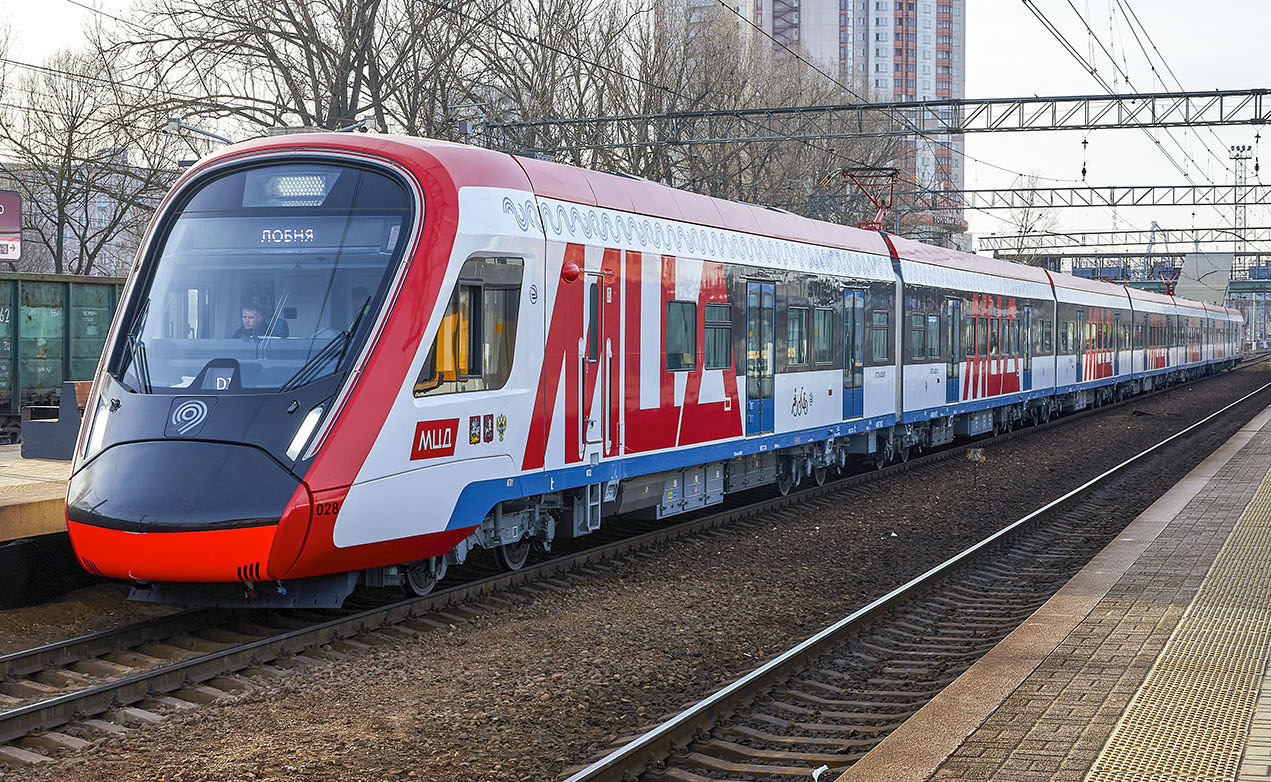
Un treno Ivolga in servizio sul diametro 1

Il servizio rispetta gli stessi orari della metropolitana, ovvero dalle 5.30 del mattino all'1 di notte di tutti i giorni. Il tempo di attesa tra due treni è di circa 5-10 minuti.
Per viaggiare sui diametri centrali di Mosca è necessario utilizzare la carta Troika, come per la metropolitana. Sono disponibili tre tariffe:
- Una "centrale" da 38 rubli;
- Una "suburbana" da 45 rubli;
- Una "esterna", oltre i diametri centrali di Mosca, con un sovrapprezzo di 23 rubli.

Il passaggio tra i treni dei diametri centrali e quelli della metropolitana è gratuito per un intervallo massimo di 90 minuti; qualora non si effettuasse il check-out entro il limite previsto, è necessario pagare un sovrapprezzo di 150 rubli per poter sbloccare la carta Troika.
È possibile effettuare i pagamenti con Apple Pay, Google Pay, Mastercard PayPass e Visa PayPass.

## Materiale rotabile
Il materiale rotabile è costituito da una flotta di 39 treni EG2Tv, soprannominati Ivolga (ovvero rigogoli) costruiti dall'azienda russa TVZ di Tver. Gli annunci sono disponibili in russo e in inglese. Dotati di prese USB, wi-fi gratuito, portabiciclette, portabagagli, e porta passeggini, affiancano i treni rondine, in servizio sull'anello centrale di Mosca.

## Progetti futuri
È prevista entro il 2025 l'apertura della quinta e ultima linea.